# Joerstadia keniensis
Joerstadia keniensis är en svampart som beskrevs av Gjaerum & Cummins 1982. Joerstadia keniensis ingår i släktet Joerstadia och familjen Phragmidiaceae.   Inga underarter finns listade i Catalogue of Life.